# Верховный Совет Эстонской ССР

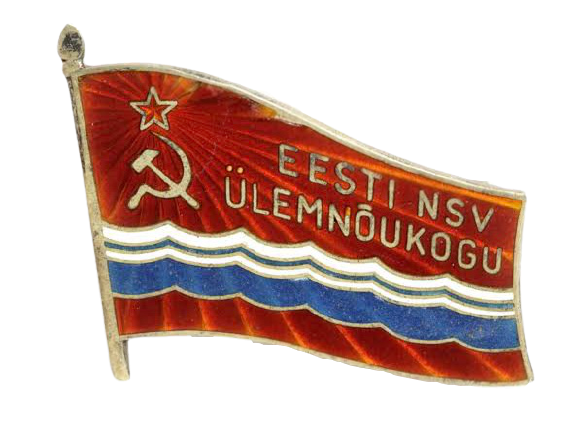
Значок депутата Верховного Совета Эстонской ССР

Верховный Совет Эстонской ССР (эст. Eesti NSV Ülemnõukogu) — высший однопалатный орган государственной власти Эстонской ССР и независимой Эстонской Республики (с 8 мая 1990), действовавший с 1940 по 1992 год.
29 сентября 1992 года, согласно новой конституции Эстонии, принятой 28 июня 1992, сложил полномочия в пользу Государственного Собрания Эстонии (Рийгикогу).

## Созывы
- 1 созыв (1940—1947)
- 2 созыв (1947—1951)
- 3 созыв (1951—1955)
- 4 созыв (1955—1959)
- 5 созыв (1959—1963)
- 6 созыв (1963—1967)
- 7 созыв (1967—1971)
- 8 созыв (1971—1975)
- 9 созыв (1975—1980)
- 10 созыв (1980—1985)
- 11 созыв (1985—1990)
- 12 созыв (1990—1992)

## Руководители

### Председатели
- Сасси Вольдемар Самуилович (25 августа 1940 — 1941)
- Крюндель Аугуст Францевич (5 марта 1947 — 14 января 1953)
- Саат Йоосеп Максимович (5 апреля 1955 — 23 апреля 1959)
- Ильвес Харальд Яакович (23 апреля 1959 — 18 апреля 1963)
- Вяльяс Вайно Йоосепович (18 апреля 1963 — 20 апреля 1967)
- Кооп Арнольд Викторович (20 апреля 1967 — 18 декабря 1968)
- Вахе Ильмар Аугустович (18 декабря 1968 — 4 июля 1975)
- Лотт Йоханнес Адович (4 июля 1975 — 13 декабря 1978)
- Суурханс Юрий Хиндрикович (13 декабря 1978 — 5 июля 1982)
- Педак Матти Арнольдович (5 июля 1982 — 27 марта 1985)
- Роосмаа Вальде Руудивич (27 марта 1985 — 18 мая 1989)
- Силлари Энн-Арно Аугустович (18 мая 1989 — 28 марта 1990)
- Рюйтель Арнольд Фёдорович (29 марта 1990 — 6 октября 1992)

### Председатели Президиума
- Варес, Йоханнес Янович (25 августа 1940 — 29 ноября 1946)
- вакансия (29 ноября 1946 — 5 марта 1947)
- Пялль Эдуард Николаевич (5 марта 1947 — 4 июля 1950)
- Якобсон Август Михкелевич (4 июля 1950 — 4 февраля 1958)
- Эйхфельд Иоганн Хансович (4 февраля 1958 — 12 октября 1961)
- Мюрисеп, Алексей Александрович (12 октября 1961 — 7 октября 1970)
- вакансия (7 октября — 22 декабря 1970)
- Вадер, Артур Павлович (22 декабря 1970 — 25 мая 1978)
- вакансия (25 мая — 26 июля 1978)
- Кэбин, Иван Густавович (26 июля 1978 — 8 апреля 1983)
- Рюйтель Арнольд Фёдорович (8 апреля 1983 — 28 марта 1990)